# NGC 1783
NGC 1783 is een bolvormige sterrenhoop in de Grote Magelhaense Wolk in het sterrenbeeld Goudvis. Het hemelobject werd op 13 december 1835 ontdekt door de Britse astronoom John Herschel.

## Synoniemen
- ESO 85-SC29